# Таверна Дракона
«Таве́рна Драко́на» (иер. трад. 新龍門客棧, упр. 新龙门客栈, кант.-рус.: Сань Лун Мунь хак чань, буквально: «Новая гостиница „Драконьи ворота“», англ. Dragon Inn) — гонконгский фильм в жанре уся 1992 года режиссёра Рэймонда Лэя. Ремейк классического тайваньского фильма 1967 года «Харчевня Дракона». Картина была удостоена кинопремии «Золотая лошадь» в категории «Лучшая экшн-хореография».

## Сюжет
Чхоу Сиуям — евнух, помешанный на власти, который правит так, словно император, а не простой чиновник. Он возглавляет безжалостное охранное агентство императора, известное как сыскная служба (иер. трад. 東廠, кант.-рус.: Тун чхон, палл.: Дун чан), и собрал значительные силы, включая элитное подразделение конных лучников и всадников, проходящих интенсивную боевую подготовку и обладающих превосходным снаряжением.
Когда члены администрации замышляют заговор против него и его деспотического режима, евнух безжалостно расправляется с заговорщиками. Одним из таких заговорщиков является министр обороны Ён Юхинь, которого казнят вместе с большей частью его семьи. Евнух пощадил лишь двоих детей и вместо казни приговорил их к изгнанию, но только чтобы заманить подчинённого Юхиню генерала Чау Вайоня в ловушку.
Детей отправляют в пустыню в сопровождении пары довольно слабых солдат сыскной службы. Повстанцы во главе с возлюбленной Вайоня, фехтовальщицей Яу Моуинь, прибывают и освобождают детей, но на них нападают бойцы сыскной службы. Евнух отменяет атаку, когда понимает, что генерала нет среди повстанцев, и вместо этого приказывает своим людям преследовать их, чтобы выяснить, где они встретятся с Вайонем. Группа мятежников вместе с детьми направляется к перевалу Врат дракона, через который они намерены пересечь границу.
Они добираются до гостиницы «Врата дракона», являющейся пристанищем для разных групп разбойников. Хозяйка гостиницы, жизнерадостная Кам Сёнъюк, живущая в заведении, иногда соблазняет и убивает своих гостей. Она оставляет себе все деньги, которые есть у жертвы, а затем спускает тела по желобу вниз на кухню и подаёт их к столу в качестве мяса в булочках. Разделкой трупов занимается её повар, специалист по обвалке мяса.
Моуинь со своими людьми прибывает в гостиницу. Она притворяется мужчиной, но хозяйка заведения сразу раскрывает её, утверждая, что только женщина прошла бы мимо неё, даже не взглянув. В первую же ночь обе девушки вступают в акробатическую схватку, причём обе соперницы пытаются остаться одетыми, одновременно раздевая другую.
Предводитель повстанцев Чау Вайонь наконец появляется во «Вратах дракона» и воссоединяется с Моуинь. Они планируют пересечь границу с детьми, но из-за плохой погоды их отъезд откладывается. К тому же Сёнъюк проникается симпатией к генералу и решает соблазнить его, а также её привлекает награда, предложенная за его поимку. Ситуация осложняется ещё больше, когда в гостиницу под видом торговцев прибывают чиновники сыскной службы во главе с Ку Тхином. Действие начинает разворачиваться в виде противостояния тел и умов противоборствующих сторон, в котором хозяйка заведения пытается сохранить мир и получить все преимущества, денежные или иные, которые она может извлечь из сложившейся ситуации. Тем временем основная часть войск сыскной службы, возглавляемая самим евнухом Чхоу, направляется к гостинице.
Вайонь считает, что, как и в большинстве воровских притонов, в гостинице есть потайной ход, через который могут сбежать он и его товарищи. Сёнъюк соглашается показать им этот ход, если лидер повстанцев переспит с ней. Он соглашается, но только если они сначала поженятся. Сёнъюк, практичная девушка, несколько удивлена тем, что ей приходится выходить замуж ради секса на одну ночь, но всё равно соглашается, и Ку Тхин выступает в роли ведущего на свадьбе. Убитая горем Моуинь заглушает свою боль выпивкой.
Растущее напряжение в гостинице перерастает в открытое противостояние, когда Тхин и его люди понимают, что повстанцы хотят воспользоваться потайным ходом, чтобы сбежать. В последовавшей за этим схватке погибают все люди сыскной службы, находившиеся в гостинице, и большинство повстанцев и разбойников. Сама Моуинь получает серьёзное ранение.
Евнух и его армия осаждают гостиницу. Внутри остаётся лишь горстка выживших: Сёнъюк, Вайонь, Моуинь, повар и дети казнённого министра. Они убегают через тайный проход, но сорванная ветром тесьма выдаёт их, и сам евнух отправляется в погоню за ними.
Разгорается жестокая битва во время бури в пустыне, в которой Сиуям сражается одновременно с Сёнъюк, Вайонем и Моуинь. Ослабленная из-за ранения, Моуинь погибает в зыбучих песках. В тот момент, когда евнух собирается прикончить Сёнъюк и Вайоня, внезапно появляется повар и нападает на него со своим разделочным ножом. Во время поединка специалист по обвалке мяса своим оставляет Сиуяма с рукой и ногой в виде костей без мяса. Затем Вайонь убивает евнуха Чхоу.
Вайонь и дети направляются к границе. Понимая, как много глава повстанцев теперь значит для неё, Сёнъюк в сопровождении своего повара решает последовать за ним после того, как сожгла свою гостиницу.

## В ролях
Примечание: имена героев переведены с китайских иероглифов на русский с помощью кантонско-русской транскрипции.
- Мэгги Чун — Кам Сёнъюк
- Бриджит Линь — Яу Моуинь
- Тони Лён Кафай — Чау Вайонь
- Донни Йен — евнух Чхоу Сиуям
- Юнь Пань — Родинка
- Ям Сайкунь[кит.] — Хо Фу
- Юнь Чхёнъянь[англ.] — Железная Флейта
- Лау Сёнь[кит.] — Ку Тхин
- Лоуренс Ын[англ.] — Лоу Сиучхюнь
- Сюн Синьсинь[англ.] — Чхоу Тхим

## Съёмочная группа
- Компания: Seasonal Film Corporation, Film Workshop
- Продюсер: Ын Сиюнь
- Исполнительный продюсер: Цуй Харк
- Режиссёр: Рэймонд Лэй[англ.]
- Сценарист: Цуй Харк, Чён Тхань[кит.], Сяо Хэ
- Ассистент режиссёра: Чен Винчхиу, Коан Хёй, Чун Хоньсит, Тхоу Вань
- Постановка боевых сцен: Тони Чхин, Юнь Пань, Чён Иусин, Чхоу Вин, Сюн Синьсинь
- Художник-постановщик: Чиу Куоксёнь, Уильям Чён Сукпхин[англ.], Лён Чихин, Чун Ифун
- Монтаж: Пхунь Хун
- Оператор: Том Лау, Артур Вон
- Дизайнер по костюмам: Пхунь Куоква, Чхин Тхинькиу
- Грим: Пхунь Маньва, Мань Ёньлин
- Композитор: Фил Чэнь

## Награды и номинации
| Категория                     | Лауреат                      | Результат |
| ----------------------------- | ---------------------------- | --------- |
| Лучшая женская роль           | Мэгги Чун                    | Номинация |
| Лучшая операторская работа    | Артур Вон, Том Лау           | Номинация |
| Лучший монтаж                 | Пхунь Хун                    | Номинация |
| Лучшая арт-режиссура          | Чун Ифун, Уильям Чён Сукпхин | Номинация |
| Лучший грим и дизайн костюмов | Уильям Чён Сукпхин           | Номинация |
| Лучшая экшн-хореография       | Тони Чхин, Юнь Пань          | Победа    |

| Категория                      | Лауреат             | Результат |
| ------------------------------ | ------------------- | --------- |
| Лучшая женская роль            | Мэгги Чун           | Номинация |
| Лучшая операторская работа     | Артур Вон, Том Лау  | Номинация |
| Лучший монтаж                  | Пхунь Хун           | Номинация |
| Лучшая хореография боевых сцен | Тони Чхин, Юнь Пань | Номинация |